# Latinamerikansk stornäst skogssköldpadda
Latinamerikansk stornäst skogssköldpadda (Rhinoclemmys nasuta) är en sköldpadda i familjen Geoemydidae. Den förekommer i Colombia och Ecuador.
Djuret vistas huvudsakligen i sötvatten eller på landet intill. Sköldens längd går upp till 22 centimeter. Sköldpaddan är växtätare men det iakttogs en individ som åt en gräshoppa.
Honan lägger ett eller två ägg åt gången.
Typisk är sköldens chokladbruna färg och en gul regnbågshinna. Hos hannar är svansen längre. Kring vattenansamlingarna finns städsegrön skog.